# Sam Hunt
Sam Lowry Hunt, né le 8 décembre 1984 à Cedartown dans l'État de Géorgie, est un chanteur de musique country américain.

## Biographie
Sam Lowry Hunt naît le 8 décembre 1984 d'Allen, courtier d'assurances, et Joan Hunt, enseignante. Il naît et grandît à Cedartown, une petite localité située dans le comté de Polk, au Nord-Ouest de la Géorgie. Il a deux petits frères nommés Van et Ben.
Après avoir étudié au lycée de Cedartown, Hunt fréquente la Middle Tennessee State University une année, où il intègre l'équipe de football américain, jouant quarterback, avant de se voir transféré à l'université d'Alabama de Birmingham. Une fois diplômé de l'université, une période d'essai lui est accordé par les Chiefs de Kansas City pour tenter de décrocher un contrat de joueur pro. Toutefois, après deux mois passé en période d'essai, Sam Hunt décide, à la grande surprise de son entourage, de mettre fin à sa carrière de footballeur pour se consacrer à une carrière dans la musique country, et part s'installer à Nashville, berceau du genre.

### Carrière
À Nashville, Sam Hunt commence à se faire un nom comme parolier, ayant notamment écrit les paroles de Cop Car pour Keith Urban, de We Are Tonight pour Billy Currington, et de Come Over pour Kenny Chesney; lequel s'est classé premier au Billboard Hot Country Songs. En septembre 2013, Sam Hunt sort son premier single, Raised on It, et en octobre 2013, publie, en téléchargement libre sur son site web, son premier projet intitulé Between the Pines.
En octobre 2014, le chanteur délivre Montevallo, son premier album studio. Certifié disque de platine en février 2016, l'album a donné naissance à quatre singles ayant atteint le top 40 des charts américains, dont 3, Leave the Night On, House Party et Take Your Time, ont trôné à la 1re du Top singles country.
En février 2017 paraît le single Body Like a Back Road, lequel se maintient à la 1re place du Top single country pendant 34 semaines.
Le 5 avril 2020, Sam Hunt délivre son deuxième album studio, intitulé Southside.

## Discographie

### Album studio
- 2014 : Montevallo
- 2020 : Southside

### Album indépendant
- 2013 : Between the Pines

### EP
- 2014 : X2C

### Singles
- 2013 : Raised On It
- 2014 : Leave the Night On
- 2014 : Take Your Time
- 2015 : House Party
- 2015 : Break Up in a Small Town
- 2016 : Make You Miss Me
- 2017 : Body Like a Back Road
- 2018 : Downtown's Dead
- 2019 : Kinfolks
- 2020 : Hard to Forget